# Souk Tlet El Gharb
Souk Tlet El Gharb  (in arabo سوق ثلاثاء الغرب‎?) è un centro abitato e comune rurale del Marocco situato nella provincia di Kénitra, regione di Rabat-Salé-Kénitra. Conta una popolazione di 22 554 abitanti (censimento 2014).